# Plan Vallejo
El Plan Vallejo es la formulación de la política de desarrollo económico de Colombia que permite el ingreso de materias primas, insumos y bienes de capital, libres de derechos aduaneros, a cambio de exportaciones equivalentes.
Esta era la definición que su creador, Joaquín Vallejo, proporcionaba en sus presentaciones. Es decir, si una persona importa bienes con el fin de añadirles valor y exportarlos, puede postular para ser elegible de un Plan Vallejo que lo exonere de los aranceles de importación y otros gravámenes o impuestos, con el compromiso de exportar, mínimo, un valor equivalente al valor de la importación. De manera simplificada, si una persona importa materias primas por US$100 debe exportar, como mínimo, US$100.
"En 1959 se estableció un sistema de fomento que empezaría a actuar en 1961, el Plan Vallejo que inicialmente buscaba una liberación arancelaria para aquellas empresas que importaran materias primas e insumos, bajo la condición de realizar contratos de exportación con el gobierno, que junto a otros mecanismos e instrumentos de promoción y estímulo a las exportaciones se incluirían en el Decreto – Ley 444 de 1967 con disposiciones generales sobre el régimen de cambios internacionales y de comercio exterior con el objeto promover el desarrollo económico y social y el equilibrio cambiario (Dirección de Impuestos y Aduanas Nacionales de Colombia)".
Esa Ley contenía dentro del capítulo X (artículos 172 al 180) el caso de las modalidades en las que operaría en Plan Vallejo como importación de materias primas con el compromiso de exportar el 100% de los bienes producidos; importación de materias primas e insumos con compromiso a exportar parcialmente los bienes producidos, importación de bienes de capital, maquinaria y equipos destinados para la producción de bienes finales y con el 70% de la producción para exportar; reposición de materias primas e insumos-Plan Vallejo Junior para favorecer exportadores temporales, por tanto sin compromiso de importar-exportar. Cada modalidad presentaba incentivos diferentes frente a exenciones el impuesto al valor agregado, arancelarias, licencia previa y demás que afectaran las importaciones.